# Ordem Trapista
A Ordem Trapista (oficialmente, Ordem dos Cistercienses Reformados de Estrita Observância, ou em latim: Ordo Cisterciensium Strictioris Observantiæ, OCSO), é uma congregação religiosa católica derivada da Ordem de Cister.

## História

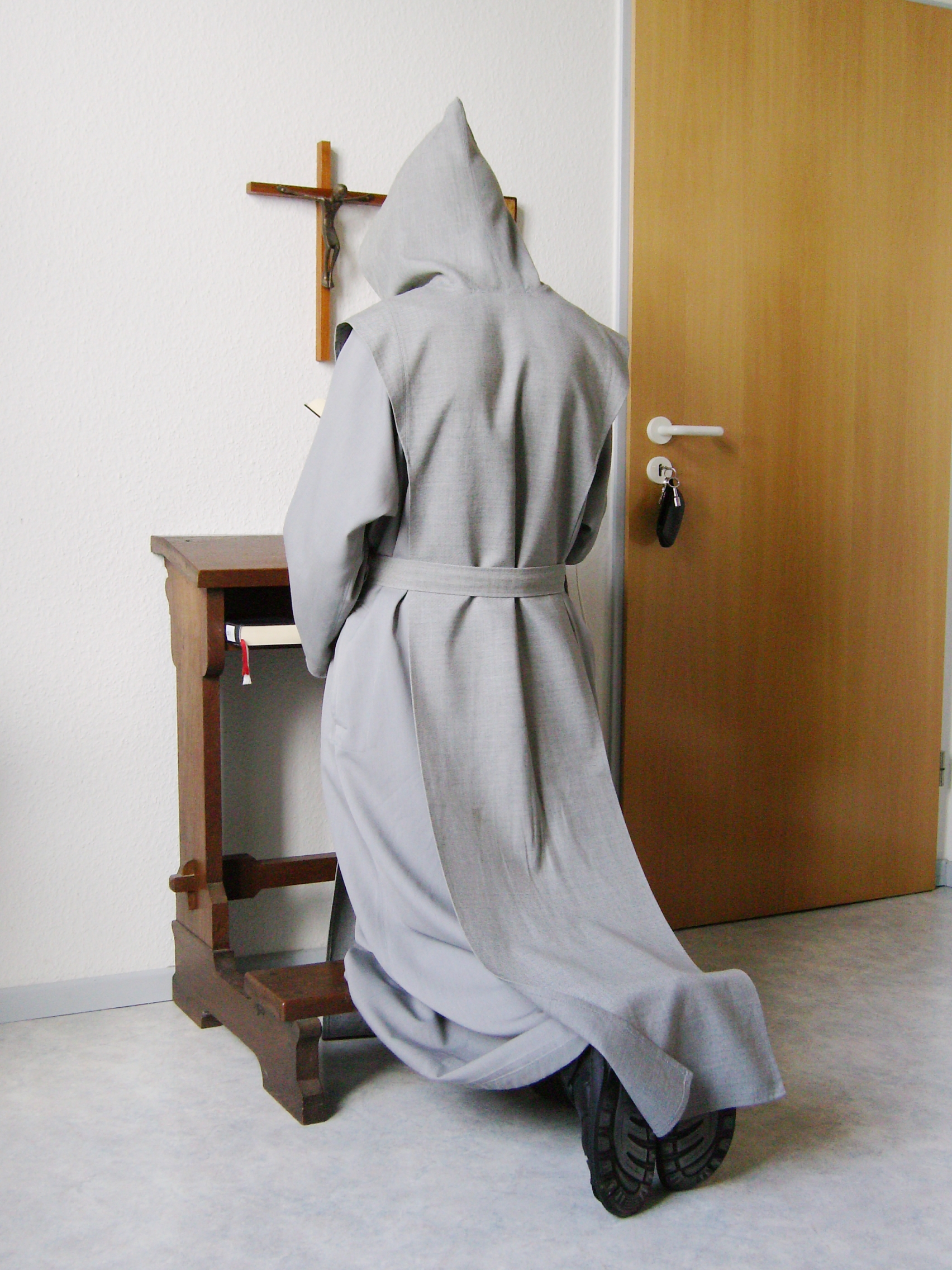
Monge trapista em oração

O seu nome é devido ao mosteiro cisterciense de Nôtre-Dame de la Trappe (no departamento de Soligny-la-Trape), o primeiro a ser reformado, em 1662, por Armand-Jean Le Bouthillier de Rancé, o fundador da Ordem.
Os trapistas são monges beneditinos cenobitas, isto é, vivem em comunidade, o que os difere, por exemplo, dos monges cartuxos, que são eremitas ou anacoretas, isto é, religiosos de vida solitária.
"Trapista" é um "apelido" da "Ordem Cisterciense da Estrita Observância" (existe também os monges da Ordem Cisterciense da Comum Observância). Este apelido nasceu justamente do fato de que seu primeiro mosteiro foi a Abadia de La Trappe, conforme mencionado. Não tem nada a ver com "trapos" ou que seriam monges "esfarrapados", confusão muito comum, um "mito" acerca dos trapistas.
Outro mito a respeito dos trapistas é que eles seriam uma Ordem Religiosa nascida numa suposta crise de papel na Idade Média. O Papa, preocupado, teria organizado um conjunto de religiosos que iriam de "casa em casa recolhendo pedaços de pano para a confecção de papel e livros", sendo que estes monges teriam criado o cargo de monge copista. Os  copistas sempre existiram no monaquismo ocidental e nunca foram uma "invenção trapista". Alguns chegam a lançar como prova desta "tese" o romance O Nome da Rosa de Umberto Eco, no qual não figura nenhuma personagem trapista, mas somente beneditinos e franciscanos, e ainda os inquisidores, à época, em sua maioria, dominicanos (inclusive a história narrada no romance se passa muitos anos antes da reforma que deu origem aos trapistas, por De Rancé em 1662).

## O Modo de Vida Trapista
Seguindo a regra de São Bento, a vida dos Trapistas segue o princípio fundamental do ora et labora, vivendo em grande austeridade e silêncio, orientada para a experiência do Deus vivo. Esta "atividade" é chamada de contemplação, isto é, a busca contínua da união com Deus.
O monge busca afastar-se do mundo; as comunidades trapistas são, via de regra, localizadas fora das cidades, vivendo os monges da atividade agrícola.
Os trapistas fazem os três votos religiosos típicos de todas as Ordens e Congregações religiosas católicas: pobreza, castidade e obediência, incluindo mais um, o voto de estabilidade, segundo o qual o monge promete viver no mesmo mosteiro até a morte.
Uma das mais importantes práticas devocionais trapistas é a celebração comunitária do Ofício Divino ou liturgia das horas, no qual os monges recitam e cantam o saltério, como forma sublime de oração comum.
Os mosteiros trapistas também são conhecidos pelos bens de consumo produzidos pelos monges, que vão de pães e queijos a roupas e caixões. Os monges trapistas não são proibidos de consumir bebidas alcoólicas e alguns mosteiros produzem suas próprias marcas de cerveja. Na Bélgica e na Países Baixos alguns mosteiros produzem cerveja tanto para o consumo interno dos monges como para a venda para o público geral. As cervejas trapistas são extremamente famosas entre os apreciadores de cerveja sendo consideradas por alguns críticos como estando entre as melhores do mundo.

### Século XX
Em 1909, os Trapistas de Mariannhill foram separados do resto da Ordem Trapista por decreto da Santa Sé para formar a Congregação dos Missionários de Mariannhill.
Um dos teólogos trapistas mais notáveis foi Thomas Merton,  autor proeminente na tradição mística e  notável poeta e crítico social e literário. Ele entrou na Abadia de Gethsemani em 1941, onde seus escritos e cartas aos líderes mundiais se tornaram algumas das obras espirituais e sociais mais lidas do século XX. As obras amplamente lidas de Merton incluem sua autobiografia, The Seven Storey Mountain, bem como New Seeds of Contemplation e No Man is an Island.
O primeiro santo trapista foi Rafael Arnaiz Barón, oblato conventual da Abadia de San Isidro de Dueñas em Dueñas, Palencia. Sua característica foi sua intensa devoção à vida religiosa e piedade pessoal, apesar dos contratempos de sua doença com diabetes mellitus. Ele morreu em 1938 aos 27 anos de complicações do diabetes, e foi beatificado em 1992 pelo Papa João Paulo II e canonizado em 2009 pelo Papa Bento XVI.

## Abade Geral

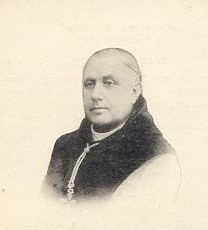
Sébastien Wyart, 1º Abade Geral dos Trapistas entre 1892 e 1904

O abade geral e seu conselho residem em Roma e geralmente são responsáveis pelos assuntos da Ordem. O atual abade geral é Dom Eamon Fitzgerald, da abadia do Monte Melleray, em Waterford , Irlanda. A cada três anos, os abades e abadias de cada ramo se reúnem na Assembléia Geral Mista, presidida pelo Abade Geral, para tomar decisões sobre o bem-estar da Ordem.
1. 1892–1904: Sébastien Wyart
2. 1904–1922: Augustin Marre
3. 1922-1929: Jean-Baptiste Ollitraut de Keryvallan
4. 1929–1943: Herman-Joseph Smets
5. 1943-1951: Dominique Nogues
6. 1951-1963: Gabriel Sortais
7. 1964-1974: Ignace Gillet
8. 1974–1990: Ambroise Southey
9. 1990–2008: Bernardo-Luis-José Oliveira
10. 2008–2022: Eamon Fitzgerald
11. 2022 atual: Bernardus Peeters